# Edifício Limatambo
O Edifício Limatambo foi um bloco habitacional localizado no distrito financeiro de San Isidro, em Lima, Peru.

## História
O Edifício Limatambo foi construído entre 1953 e 1954 no cruzamento das movimentadas avenidas Javier Prado e Paseo de la República, próximo ao antigo Aeroporto de Limatambo. O projeto foi assinado pelo arquiteto peruano Enrique Seoane Ros, a pedido da família Brescia. Uma de suas primeiras placas publicitárias promoveu a Panagra, que operava no aeroporto mencionado anteriormente. Uma das placas publicitárias mais conhecidas do edifício promovia a Coca-Cola Company, iluminando o edifício à noite e levando os moradores a apelidá-lo de "O Edifício Coca-Cola".

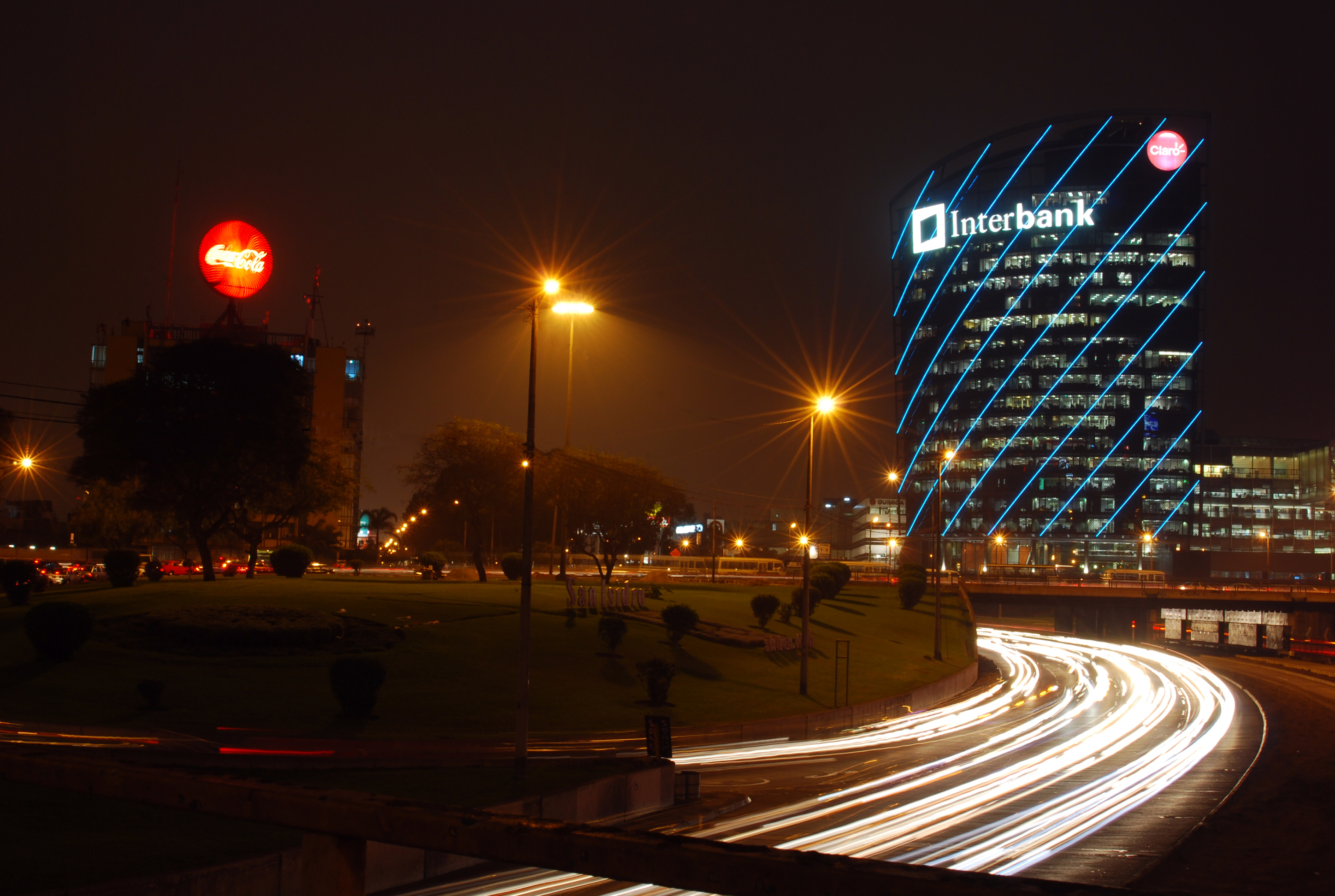
Vista noturna do Edifício Interbank no final dos anos 2000. Ao fundo, à esquerda, observa-se o Edifício Limatambo com seu distintivo letreiro da Coca-Cola aceso.

### Demolição
A demolição do prédio foi anunciada em 26 de fevereiro de 2012, pois a planejada Torre Rímac de 55 andares ocuparia a área, tornando-se assim o edifício mais alto do país, com 208 metros de altura. O anúncio gerou polêmica, e profissionais da construção e jornalistas apelaram ao Ministério da Cultura para impedir a demolição, comparando a situação com a da antiga Casa Marsano. Apesar da controvérsia, o edifício foi finalmente demolido no segundo semestre de 2013, para dar lugar à construção do novo arranha-céus Torre Rímac. A construção da Torre Rímac estava prevista para começar em 2016 e terminar antes de 2020, como parte do Plano Mestre "As Begonias", mas o projeto nunca foi concluído, deixando o terreno vazio, atualmente usado como estacionamento.

## Descrição
O Edifício Limatambo era composto por três blocos de alturas diferentes. O bloco voltado para a Avenida Javier Prado tinha nove andares e dois apartamentos por andar, enquanto o bloco posterior tinha sete níveis e um apartamento por andar. Os dois andares superiores do bloco mais alto continham apartamentos duplex. O topo do edifício era destacado por um letreiro giratório da Coca-Cola, o que facilitava sua identificação pela população, permanecendo assim por vários anos até seu desaparecimento.

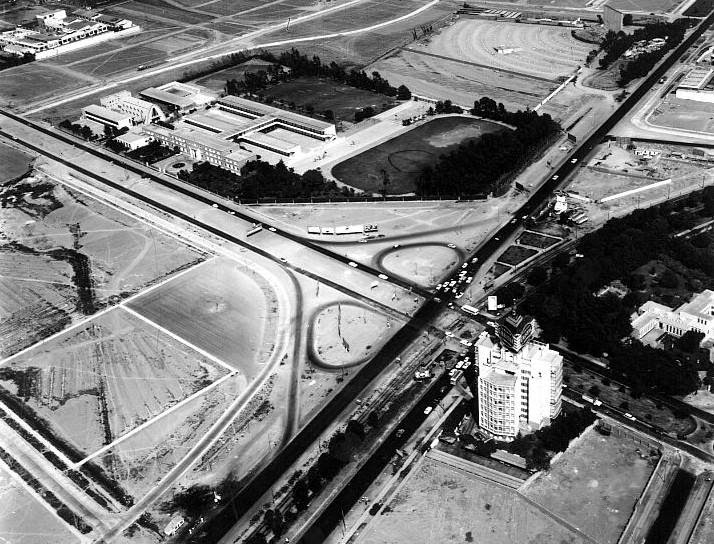
Vista aérea do edifício nos anos 60, antes da construção da Via Expressa